# Ludwig Czech
Ludwig Czech ([vyslovováno čech]; 14. února 1870, Lvov – 22. srpna 1942, Terezín) byl rakousko-uherský a později československý advokát a politik podle nacistické terminologie tzv. židovského původu. V Československu působil jako ministr za Německou sociálně demokratickou stranu dělnickou. Zemřel v terezínském ghettu ve věku 72 let.

## Životopis
Narodil se v židovské rodině ve Lvově, který byl tehdy částí rakouské Haliče. Jeho otec byl železničním úředníkem. Po dostudování střední školy začal ve Vídni studovat práva a s rodinou se přestěhoval do Brna, tam se také přihlásil k sociálním demokratům. Po získání titulu doktora práv se vrátil do Brna (krátce působil i v Curychu, kde složil advokátské zkoušky) a zde začal svou advokátní praxi. V roce 1899 vedl německou část zemské organizace rakouské sociální demokracie na Moravě. Od roku 1906 byl členem brněnského obecního zastupitelstva. Dne 21. října 1906 se oženil s Elizabeth Kafkovou (narozenou 8. března 1886), která byla za druhé světové války také vězněna v Terezíně, ale na rozdíl od svého muže se dočkala konce války.
Po vzniku samostatného Československa se jeho organizace stala v roce 1918 součástí Německé sociálně demokratické dělnické strany v ČSR. Ve volbách v roce 1920 byl za tuto stranu zvolen poslancem Poslanecké sněmovny Národního shromáždění republiky Československé. Mandát obhájil ve volbách v roce 1925, volbách v roce 1929 a volbách v roce 1935. Poslancem byl do roku 1939.
Byl také místopředsedou sněmovny (do roku 1925). Když došlo k roztržce sociálních demokratů a odchodu komunistů, založení jejich vlastní strany, stal se nástupcem předchozího předsedy Josefa Seligera ve funkci předsedy strany. Je citován v souvislosti s aktivistickou politikou spolupráce s československou vládou. V letech 1929–1938 byl ministrem několika vlád s odpovědností za resorty veřejných prací, sociální péče a zdravotnictví.
Od roku 1914 vykonával Czech samostatnou právnickou praxi. V letech 1924–1929 vykonával v jeho advokátní kanceláři místo advokátního koncipienta pacifista Jindřich Groag.

## Kritické období

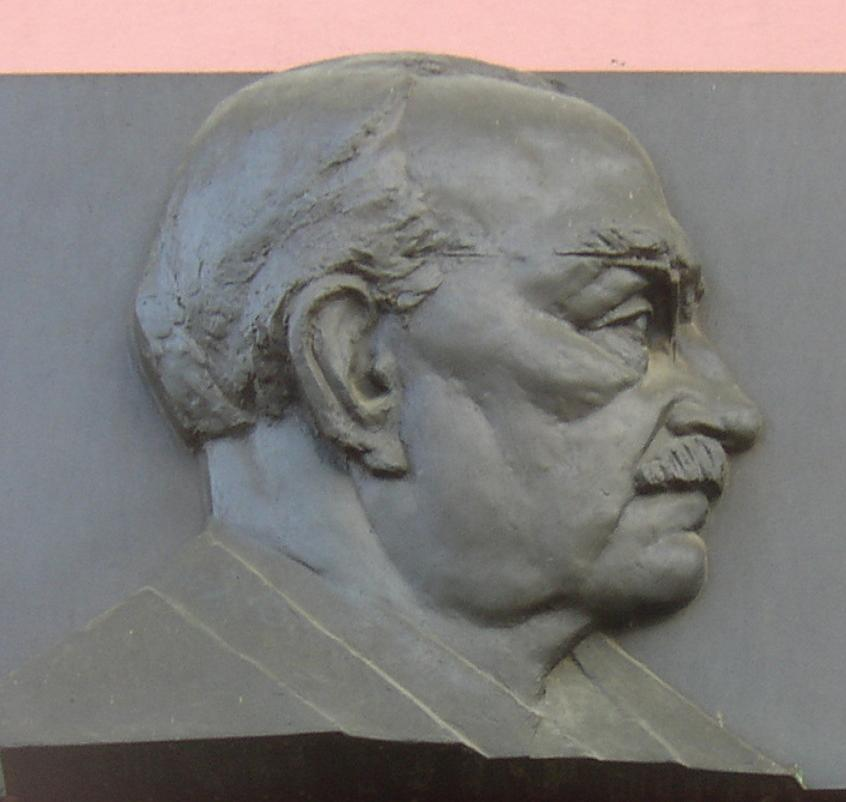
Portrét Ludwiga Czecha na destičce na domě v centru Terezína.

Na sklonku třicátých let byl Czech spolustraníky často kritizován za přílišnou pasivitu vůči expanzi Henleinovy SdP. Ideologicky setrvával na pozicích internacionálního marxismu, zatímco opoziční křídlo strany vedené Wenzlem Jakschem sázelo na tzv. Volkssozialismus (národně-lidový socialismus), který měl obnovit popularitu sociální demokracie mezi sudetskými Němci. Od konce roku 1937 přebírala Jakschova skupina stále více iniciativu a v březnu 1938 byl na sjezdu strany zvolen novým předsedou strany právě Jaksch. Ludwig Czech následně, 11. dubna 1938, abdikoval i na funkci ministra. Protože předseda vlády Milan Hodža v napjaté situaci hrozícího válečného konfliktu váhal s výběrem jiného Němce do své vlády, žádný německý sociální demokrat už místo Czecha jmenován nebyl a stal se tak posledním německy mluvícím ministrem československé vlády v historii. Po okupaci českých zemí pak Czech snášel příkoří od nacistů, odmítaje emigrovat. Žil v Brně až do své deportace dne 23. března 1942 do Terezína, kde zemřel 22. srpna 1942 na zápal plic. Jeho manželka Elizabetha věznění v Terezíně přežila a dočkala se konci války.
Během holocaustu zahynuli i jeho sourozenci. Mladší sestra Dina (1876–1945), provdaná Sternová, zemřela i s dcerou Gertrude (1909–1944) v Osvětimi. Stopa po bratrovi Emilovi (1885–1941) končí v Rize.
In memoriam mu byl v roce 1992 udělen Řád Tomáše Garrigua Masaryka IV. třídy.